# François d’Épenoux

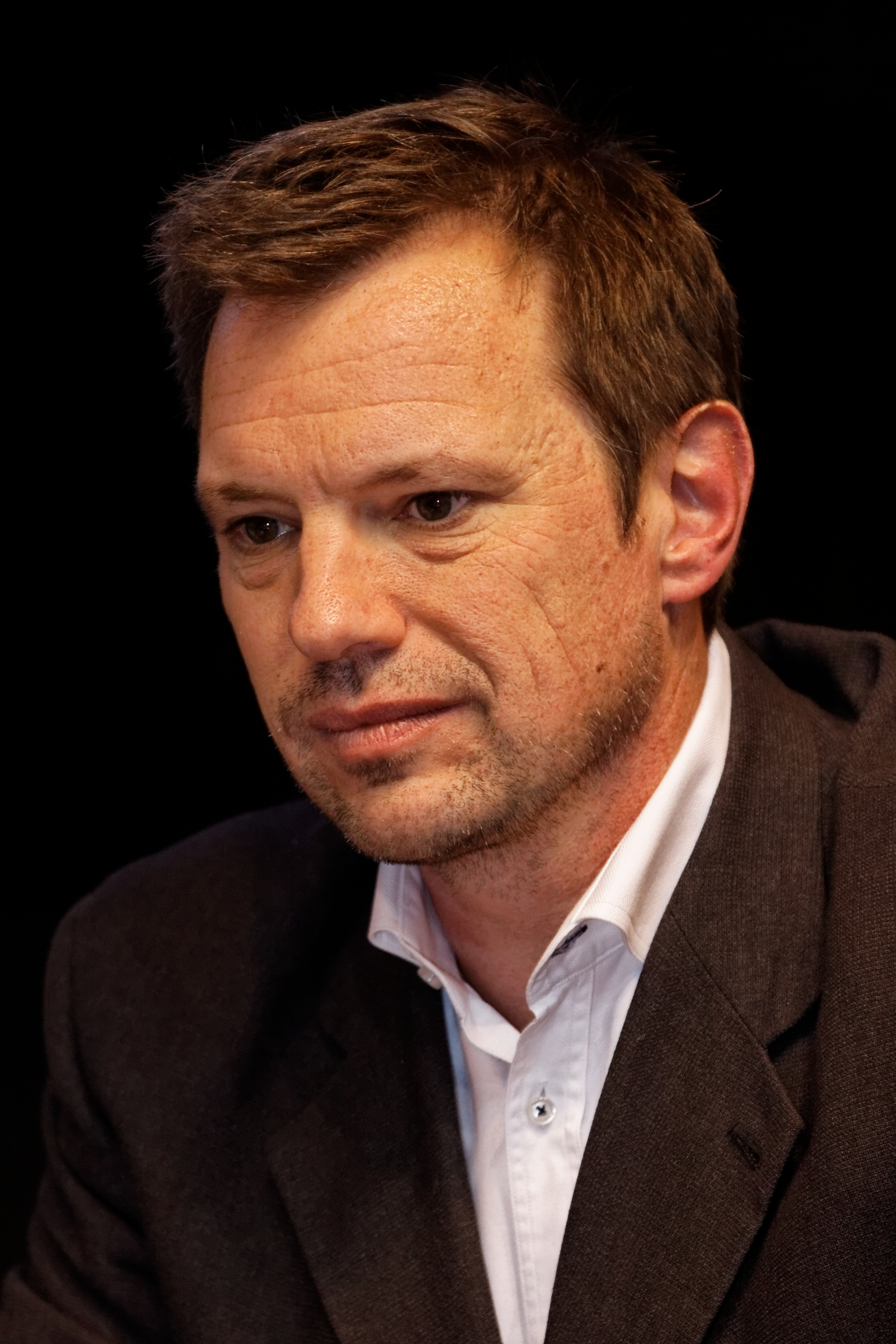
François d’Épenoux (2012)

François d’Épenoux (* 1963) ist ein französischer Schriftsteller.

## Leben
François d’Épenoux studierte von 1982 bis 1988 Politikwissenschaften an der Universität Panthéon-Assas und der Universität Paris-Nanterre. Sein Romandebüt als Schriftsteller gab er 1998 mit Danemark espéranto. Bis 2014 sind seitdem sieben weitere Romane erschienen, von denen aber keiner in die Deutsche Sprache übersetzt wurde. Zwei seiner Bücher wurden bisher für das Kino adaptiert. So inszenierte Jean Becker 2008 d’Épenoux zweiten 2001 erschienenen Roman Deux jours à tuer mit Albert Dupontel und Marie-Josée Croze in den Hauptrollen. An dem Drehbuch von Tage oder Stunden arbeitete d’Épenoux sowohl mit Becker als auch mit Eric Assous zusammen, wobei alle drei bei der Verleihung des französischen Filmpreises César 2009 mit einer Nominierung für das Beste adaptierte Drehbuch bedacht wurden.
François d’Épenoux ist verheiratet und Vater dreier Kinder.

## Werke
- Danemark espéranto (1998)
- Deux jours à tuer (2001)
- Les bobos me font mal (2003)
- Gégé (2005)
- Les Papas du dimanche (2005)
- Gaby (2008)
- Même pas mort (2010)
- Le Réveil du cœur (2014)
- Les Jours areuh (2016)
- Le Presque (2018)
- Les Désossés (2020)